# جوناثان هيل (ممثل)
جوناثان هيل هو ممثل كندي، ولد في 21 مارس 1891 في كندا، وتوفي في 28 فبراير 1966 في الولايات المتحدة.

## أعمال

### أفلام
- (1935) أليس آدمز
- (1938) مدينة الصبيان
- (1944) منذ أن رحلت

## وصلات خارجية
- جوناثان هيل على موقع IMDb (الإنجليزية)
- جوناثان هيل على موقع ألو سيني (الفرنسية)
- جوناثان هيل على موقع أول موفي (الإنجليزية)
- جوناثان هيل على موقع قاعدة بيانات الأفلام السويدية (السويدية)
- جوناثان هيل على موقع إن إن دي بي (الإنجليزية)
- جوناثان هيل على موقع قاعدة بيانات الفيلم (الإنجليزية)
- جوناثان هيل على موقع كينوبويسك (الروسية)